# Chiesa riformata di San Martino di Tours
La chiesa riformata di San Martino di Tours è un edificio religioso romanico che si trova a Bondo. Al suo interno sono conservati importanti affreschi italiani protorinascimentali (1480-1490).

## Storia
Della chiesa non si conosce con esattezza la data d'inizio della costruzione, che si fa risalire al XIII secolo, ma la data di consacrazione è certa: avvenne il 30 gennaio 1250. Molte delle modifiche di rilievo sono testimoniate dagli anni indicati sul portale: gli interventi ebbero luogo nel 1617 (quando furono spostate porte e finestre e fu realizzata la volta della navata), 1763, 1865 e 1912. Altri interventi di rilievo risalgono al tardo Cinquecento, quando al campanile romanico fu aggiunto un piano e il tetto a piramide che oggi lo caratterizza, e al 1687, quando venne realizzata la sagrestia.